# Delmar (Delaware)
Delmar – miasto w Stanach Zjednoczonych, w stanie Delaware, w hrabstwie Sussex.